# Sinophorus obtusus
Sinophorus obtusus là một loài tò vò trong họ Ichneumonidae.